# Ana Luísa Amaral
Ana Luísa Ribeiro Barata do Amaral, conocida como Ana Luísa Amaral, (Lisboa, 5 de abril de 1956-Leça da Palmeira, 5 de agosto de 2022) fue una poetisa, traductora y profesora portuguesa, ganadora del Premio Reina Sofía de Poesía Iberoamericana de 2021.

## Trayectoria
Ana Luísa Amaral nació en Lisboa el 5 de abril de 1956. Escribió su primer poema, Otoño, a los 5 años. A los 9 años su familia se mudó a Leça da Palmeira, Oporto. En esa etapa, Amaral sufrió acoso escolar y buscó refugio en la poesía y la religión, llegando a plantearse ser monja. Durante la década de 1980 vivió ocasionalmente en Inglaterra, y en Estados Unidos entre 1991 e 1992.
Estudió filología germánica en la Facultad de Letras de la Universidad de Oporto. En 1985 se presentó a las pruebas de aptitud pedagógica y científica en la especialidad de literatura inglesa. Se doctoró en 1996 en la especialidad de literatura norteamericana con la tesis "Emily Dickinson: una poética del exceso", y llegó a convertirse en especialista y traductora de la poeta estadounidense.
Se convirtió en profesora de literatura en la propia Facultad de Letras de la Universidad de Oporto, y en el Instituto de Literatura Comparada Margarida Losa, donde también fue miembro de su junta directiva y dirigió el grupo internacional de investigación de intersexualidades. Escribió varios trabajos académicos en Portugal y en el extranjero sobre poesía inglesa y estadounidense, poética comparada y estudios feministas. Se convirtió en feminista y teórica del feminismo tras descubrir a Germaine Greer. Fue una de las pioneras en Portugal de los estudios de género, siendo autora en 2005, junto a Gabriela Macedo, de Diccionario de crítica feminista.
Adscrita a la generación portuguesa de los 80, con autores como Amadeu Baptista e Isabel de Sá, ha publicado decenas de libros de poesía, ensayo, teatro y literatura infantil, además de varias traducciones. Su obra poética ha sido traducida a varios idiomas y publicada en países como Francia, Brasil, Italia, Suecia, Holanda, Venezuela, Colombia, México y Alemania. Tradujo al portugués a autores como William Shakespeare, Louise Glück, John Updike, Margaret Atwood o Emily Dickinson, y al inglés al poeta portugués Mário de Sá-Carneiro.
Presentó, junto con Luís Caetano, el programa sobre poesía 'O som que os versos fazem ao abrir' (El sonido que los versos hacen cuando se abren) en la radio pública de Portugal Antena 2.
Falleció en Leça de Palmeira la noche del viernes 5 de agosto de 2022 a consecuencia de una larga enfermedad, realizándose su funeral el 7 de agosto en Matosinhos.

## Premios y reconocimientos
En 2007 recibió el Premio Giuseppe Acerbi de Italia y el Premio Literario Casino da Póvoa. Un año después fue reconocida con el Gran Premio de la Asociación de Escritores Portugueses por su libro Entre dois rios e outras noites.
En 2012, recibió el Premio Rómulo de Carvalho/António Gedeão. En 2018 obtuvo el Premio Internazionale Fondazione Roma: Ritratti di Poesia y el Premio de Ensayo Jacinto do Prado Coelho.
En 2020, recibió el Premio del Gremio de Libreros de Madrid al Mejor Libro de Poesía por su poemario What’s in a name, edición en la que también fueron reconocidas Elvira Lindo, en la categoría de narrativa, e Irene Vallejo en la de ensayo. Ese mismo año, Amaral recibió el Premio Leteo que conceden los miembros del Club Leteo de León en reconocimiento a los autores que han contribuido a la renovación literaria, además del Premio Literario Guerra Junqueiro.
En 2021 fue reconocida con el Premio Reina Sofía de Poesía Iberoamericana, el galardón más importante de los que se conceden en España para reconocer la poesía en lengua española y portuguesa. Fue la séptima mujer en conseguirlo y la cuarta autora en lengua portuguesa tras João Cabral de Melo Neto en 1994, Sophia de Mello Breyner Andressen en 2003 y Nuno Júdice en 2013. Además, la Universidad de Évora le concedió ese año el Premio Vergílio Ferreira, uno de los más prestigiosos de Portugal. En 2021 también obtuvo el Premio Literario Francisco de Sá de Miranda. También ha obtenido el Premio Literario Corrientes de Escritura, el Premio de Poesia Fondazione Roma y el Premio PEN de narrativa.
La Asociación de Escritoras y Escritores en Lengua Gallega (AELG) nombró a Amaral como la Escritora Gallega Universal de 2022. El 28 de julio de ese mismo año, unos días antes de su fallecimiento, la Feria del Libro de Oporto anunció que homenajearía a Amaral durante la edición que se celebraría del 26 de agosto al 11 de septiembre bajo el lema "Imaginar y actuar".
Fue condecorada a título póstumo con el grado de Comendadora de la Orden Militar de Santiago de la Espada por el presidente de la República Portuguesa, Marcelo Rebelo de Sousa.